# Дар-Дар
Дар-Дар или Дардар (тадж. Дардар) — село в Айнинском районе Согдийской области.Таджикистана.
Расположен на южном склоне Туркестанского хребта вдоль реки Зеравшан. Посёлок пересекает река Дардар (приток Зеравшана).

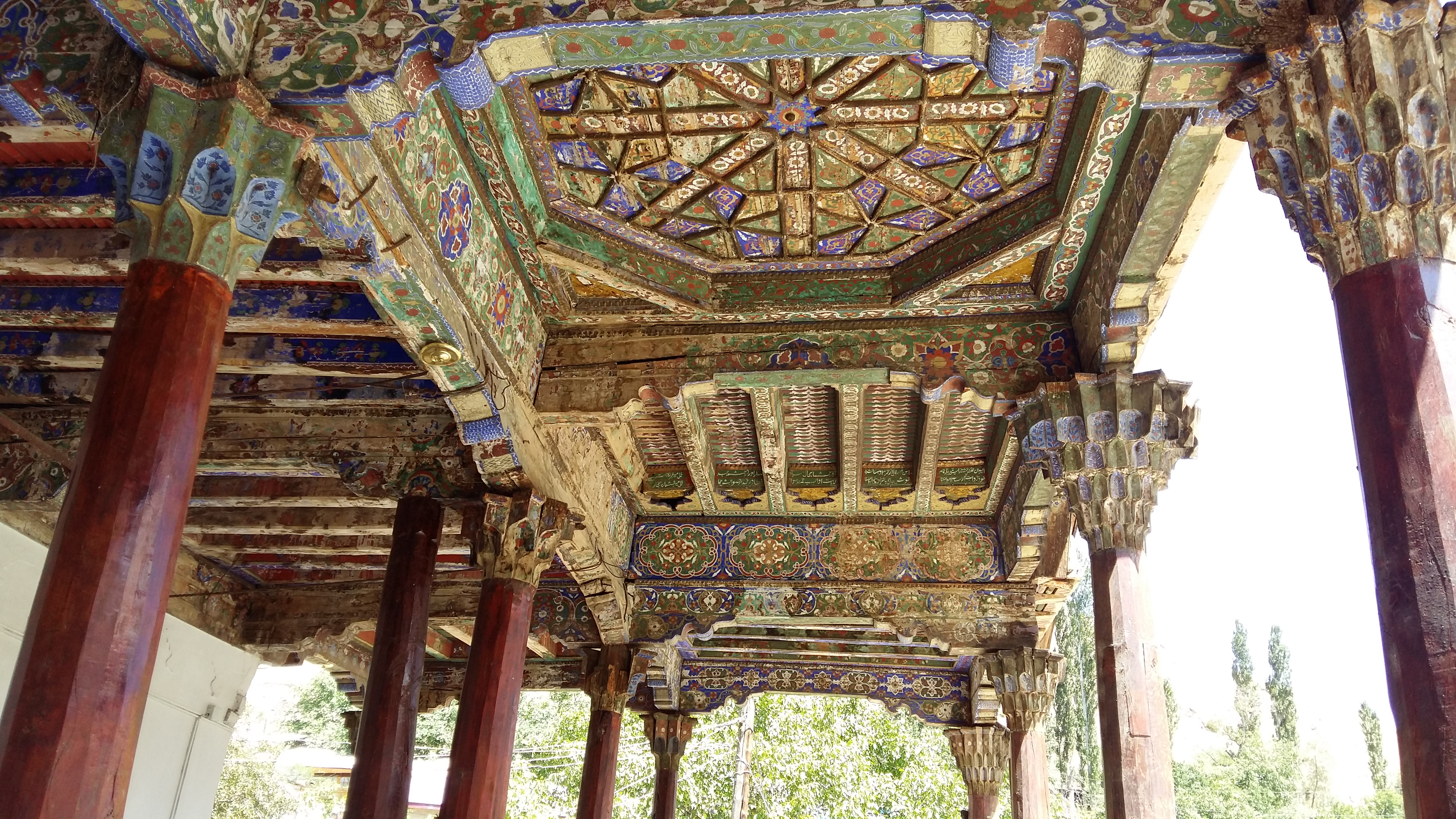
Потолок древнего портика мечети в центре села

Является административным центром Дар-Дарской сельской общины (тадж. ҷамоати деҳот— сельского совета), куда входят деревни Искодар, Зерабад, Кум, Хайрабад, Новдонак с общим числом населения согласно переписи 2010 года в 6534 человека.
По центру деревни пролегает автомобильная трасса, соединяющая Душанбе — Самарканд — Ташкент и является самой короткой автомобильной дорогой в данном направлении.
Подвержен частым чрезвычайным ситуациям (обрушение берегов).